# Pelecopsis sculpta digna
Pelecopsis sculpta là một loài nhện trong họ Linyphiidae.
Loài này thuộc chi Pelecopsis. Pelecopsis sculpta digna được Ralph Vary Chamberlin & Wilton Ivie miêu tả năm 1939.